# Bronisław Filipowicz
Bronisław Filipowicz (ur. 19 lipca 1904 w Warcie, zm. 18 sierpnia 1988 w Łodzi) – biochemik, profesor zwyczajny Akademii Medycznej w Łodzi.

## Życiorys
Syn Stanisława. Lata młodzieńcze spędził w Krotoszynie, gdzie w 1925 ukończył Gimnazjum im. Hugona Kołłątaja. W 1930 ukończył studia chemiczne na Uniwersytecie Warszawskim. Przed ukończeniem studiów podjął pracę pod kierunkiem prof. Stanisława Przyłęckiego w Zakładzie Chemii Fizjologicznej UW. W 1933 na Uniwersytecie Warszawskim obronił pracę doktorską.
W czasie okupacji podejmował dorywcze zajęcia. W 1940 pod pseudonimem „Ochocki” wstąpił do Tajnej Organizacji Wojskowej. Później jako członek AK brał udział w organizacji produkcji materiałów wybuchowych, zapalników, granatów i trucizn. Uczestniczył w powstaniu warszawskim w szeregach zgrupowania „Radosław”. Awansowany do stopnia podporucznika, a następnie porucznika. 
Po wojnie osiadł w Łodzi, gdzie pracował w Katedrze Chemii Ogólnej i Fizjologicznej Wydziału Lekarskiego Uniwersytetu Łódzkiego, po reorganizacji i utworzeniu w 1952 Akademii Medycznej został kierownikiem katedry. Funkcję tę pełnił do 1974, gdy przeszedł na emeryturę. W 1954 uzyskał tytuł profesora nadzwyczajnego, a w 1965 - profesora zwyczajnego. 
Był autorem wielu podręczników, a także poczytnych książek popularnonaukowych: Głód utajony, Z tajemnic biochemii, Chemia i życie, Hormony - eliksiry życia. W 1963 otrzymał Nagrodę „Problemów” za osiągnięcia w dziedzinie popularyzowania nauki. W 1984 otrzymał tytuł doktora honoris causa Akademii Medycznej w Łodzi.
Był członkiem założycielem Polskiego Towarzystwa Biochemicznego, a w latach 1961–1963 jego prezesem. Przez wiele lat był członkiem Komitetu Biochemii i Biofizyki Polskiej Akademii Nauk. Był także członkiem brytyjskiego Biochemical Society. 
Zmarł w Łodzi w 1988.

## Ordery i odznaczenia
- Krzyż Komandorski Orderu Odrodzenia Polski
- Krzyż Kawalerski Orderu Odrodzenia Polski
- Złoty Krzyż Zasługi z Mieczami
- Krzyż Walecznych
- Złoty Krzyż Zasługi (9 lipca 1954)[1]
- Krzyż Partyzancki
- Medal 10-lecia Polski Ludowej (13 stycznia 1955)[6]
- Medal Komisji Edukacji Narodowej

Źródło: Powstańcze Biogramy - Bronisław Filipowicz.

## Upamiętnienie
W 2001 Polskie Towarzystwo Biochemiczne ustanowiło nagrodę imienia Bronisława Filipowicza przyznawaną za popularyzację biochemii i nauk pokrewnych.